# Buffalo Bills 1983
La stagione 1983 dei Buffalo Bills è stata la 14ª della franchigia nella National Football League, la 24ª complessiva. Con Kay Stephenson come nuovo capo-allenatore la squadra ebbe un record di 8-8, classificandosi seconda nella AFC East e mancando l'accesso ai playoff per il secondo anno consecutivo.
Nel Draft NFL 1983 la squadra scelse il quarterback Hall of Famer Jim Kelly. Questi giocò per tre stagioni con gli Houston Gamblers della United States Football League prima di debuttare come titolare con la maglia dei Bills nella settimana 1 della stagione 1986.

## Roster
| Roster dei Buffalo Bills nel 1983 |
| --- |
| Quarterback - 11 Joe Dufek - 12 Joe Ferguson - 10 Matt Kofler Running Back - 20 Joe Cribbs - 40 Robb Riddick RB/KR - 48 Roosevelt Leaks FB - 34 Booker Moore - 23 Van Williams Wide Receiver - 80 Jerry Butler - 89 Julius Dawkins - 85 Byron Franklin - 82 Frank Lewis - 88 Mike Mosley WR/KR - 81 Perry Tuttle Tight End - 84 Buster Barnett - 86 Mark Brammer - 47 Tony Hunter LB/TE Offensive Linemen - 70 Joe Devlin T - 63 Justin Cross T - 53 Will Grant C - 72 Ken Jones T - 73 Jon Borchardt G - 51 Jim Ritcher G - 61 Tom Lynch G - 65 Tim Vogler G/C Defensive Linemen - 75 Bill Acker NT - 91 Ken Johnson DE - 76 Fred Smerlas DT - 83 Sherman White DE - 77 Ben Williams DE - 93 Scott Virkus DE Linebacker - 55 Jim Haslett ILB - 50 Trey Junkin - 52 Chris Keating ILB - 59 Joey Lumpkin - 54 Eugene Marve ILB - 58 Mark Merrill - 62 Ervin Parker OLB - 56 Darryl Talley OLB - 57 Lucius Sanford OLB - 41 Phil Villapiano OLB Defensive Back - 29 Mario Clark CB - 28 Judson Flint SS - 22 Steve Freeman FS - 47 Bill Hurley SS - 21 Mike Kennedy SS - 43 David Kilson CB - 42 Rod Kush FS - 38 Jeff Nixon SS - 26 Charles Romes CB - 24 Gary Thompson CB - 45 Len Walterscheid FS - 27 Chris Williams FS Special Team - 7 Greg Cater P - 19 Joe Danelo K - 5 Fred Steinfort K Lista delle riserve - -- Roger Taylor T (IR) |
| Legenda - I rookie sono in corsivo. - Il primo ruolo è il principale mentre gli eventuali successivi indicano i ruoli secondari. - (IR) sta per Injured Reserve ed indica la lista ristretta per un solo giocatore infortunato che può tornare ad allenarsi dopo la settimana 6 e a rientrare in prima squadra dopo che questa ha giocato 8 partite. - (NF-Inj.) / (NF-Ill.) stanno rispettivamente per Non-Football Injured e Non-Football Illness ed indicano le liste dove viene inserito un giocatore che ha un infortunio o una malattia non dipendente dal football americano. - (PUP) sta per Physically Unable to Perform ed indica la lista dove viene inserito un giocatore mentre è in attesa di recuperare la condizione fisica. Nella stagione regolare dopo la sesta partita giocata dalla propria squadra, il giocatore ha tempo tre settimane per riprendere ad allenarsi, più tre settimane aggiuntive dal suo rientro agli allenamenti per rientrare in prima squadra. |

Fonte:

## Calendario
| Stagione regolare |                   |                         |           |          |
| Turno             | Data              | Avversario              | Risultato | Pubblico |
| 1                 | 4 settembre 1983  | Miami Dolphins          | S 12–0    | 78,715   |
| 2                 | 11 settembre 1983 | at Cincinnati Bengals   | V 10–6    | 46,839   |
| 3                 | 18 settembre 1983 | Baltimore Colts         | V 28–23   | 40,937   |
| 4                 | 25 settembre 1983 | Houston Oilers          | V 30–13   | 60,070   |
| 5                 | 3 ottobre 1983    | New York Jets           | S 34–10   | 79,933   |
| 6                 | 9 ottobre 1983    | at Miami Dolphins       | V 38–35   | 59,948   |
| 7                 | 16 ottobre 1983   | at Baltimore Colts      | V 30–7    | 38,565   |
| 8                 | 23 ottobre 1983   | New England Patriots    | S 31–0    | 60,424   |
| 9                 | 30 ottobre 1983   | New Orleans Saints      | V 27–21   | 49,413   |
| 10                | 6 novembre 1983   | at New England Patriots | S 21–7    | 42,604   |
| 11                | 13 novembre 1983  | at New York Jets        | V 24–17   | 48,513   |
| 12                | 20 novembre 1983  | Los Angeles Raiders     | S 27–24   | 72,393   |
| 13                | 27 novembre 1983  | at Los Angeles Rams     | S 41–17   | 48,246   |
| 14                | 4 dicembre 1983   | at Kansas City Chiefs   | V 14–9    | 27,104   |
| 15                | 11 dicembre 1983  | San Francisco 49ers     | S 23–10   | 38,039   |
| 16                | 18 dicembre 1983  | at Atlanta Falcons      | S 31–14   | 31,015   |

## Classifiche
| AFC East             |    |   |   |      |     |      |     |     |     |
|                      | V  | S | P | %    | DIV | CONF | PF  | PS  | STR |
| Miami Dolphins(2)    | 12 | 4 | 0 | .750 | 6–2 | 9–3  | 389 | 250 | V5  |
| New England Patriots | 8  | 8 | 0 | .500 | 4–4 | 6–6  | 274 | 289 | S1  |
| Buffalo Bills        | 8  | 8 | 0 | .500 | 4–4 | 7–5  | 283 | 351 | S2  |
| Baltimore Colts      | 7  | 9 | 0 | .438 | 3–5 | 5–9  | 264 | 354 | V1  |
| New York Jets        | 7  | 9 | 0 | .438 | 3–5 | 4–8  | 313 | 331 | S2  |